# Mancomunidad Tierra de Tábara
La mancomunidad denominada «Tierra de Tábara», conforme a sus estatutos, es una agrupación voluntaria de municipios para la gestión en común de determinados servicios de competencia municipal, creada por varios municipios en la provincia de Zamora, de la comunidad autónoma de Castilla y León, España.
Tiene personalidad jurídica propia, además de la consideración de entidad local. Engloba una población de más de 5.000 habitantes diseminados en diferentes núcleos de población de la comarcas de Tierra de Tábara y Tierra de Alba.

## Municipios integrados
La mancomunidad de Tierra de Tábara está formada por los siguientes municipios: Carbajales de Alba, Faramontanos de Tábara, Ferreras de Abajo, Ferreras de Arriba, Ferreruela, Losacino, Losacio, Manzanal del Barco, Moreruela de Tábara, Olmillos de Castro, Otero de Bodas, Perilla de Castro, Pozuelo de Tábara, Riofrío de Aliste, Santa Eufemia del Barco, Tábara y Vegalatrave.

## Sede
Sus órganos de gobierno y administración tendrán su sede en el municipio que elija el Consejo de la Mancomunidad para cada legislatura, por el voto favorable de la mayoría absoluta legal de los miembros del Consejo de la Mancomunidad.

## Fines
Es fin primero y constitutivo de la Mancomunidad, la prestación del servicio de recogida, transporte, vertido y tratamiento de residuos sólidos urbanos. Además serán fines de la Mancomunidad los que se enumeran a continuación, previo acuerdo favorable de los Plenos de los
Ayuntamientos integrantes de la Mancomunidad, por mayoría absoluta legal de los mismos, a propuesta exclusiva del Consejo de la misma.
Otros fines de la Mancomunidad:
- Protección del medio ambiente y, en general, conservación de la naturaleza.
- Protección civil.
- Prevención y extinción de incendios.
- Protección de la salubridad pública.
- Participación en la gestión de la atención primaria de la salud.
- Servicios sociales y de promoción y reinserción social.
- Ordenación, gestión, ejecución y disciplina urbanística.
- Pavimentación de vías públicas urbanas.
- Conservación de caminos y vías rurales.
- Parques y jardines.
- Creación, mantenimiento y conservación de instalaciones y redes de suministro y evacuación, cloración y saneamiento.
- Creación, mantenimiento y conservación de alumbrado público.
- Asistencia técnica y administrativa.
- Recaudación de recursos económicos.
- Fomento del turismo y creación de las correspondientes infraestructuras.
- Fomento del sector agrícola, vinícola, ganadero y forestal.
- Promoción, fomento y desarrollo de la cultura.
- Promoción, fomento y desarrollo del deporte, y Servicio de Matadero.

## Estructura orgánica
El gobierno y la administración de la Mancomunidad corresponderá a los siguientes órganos:
- Presidente.
- Vicepresidente.
- Consejo de la Mancomunidad.
- Comisión de Gobierno.